# Kauwgomverbod in Singapore
Er is een verbod op kauwgom in Singapore. Het betreft het onder andere importeren, kauwen en het op straat uitspugen van kauwgom. Er bestaan uitzonderingen voor dit verbod, zo kan iemand in Singapore kauwgom kopen met een doktersrecept. Het verbod is sinds 2004 van kracht.
Volgens de regulaties betekent "importeren" het op elke manier brengen van kauwgom naar Singapore. Het hoeft niet voor handelsdoeleinden naar Singapore gebracht te worden om onder "import" te vallen.
Voorstellen voor het verbieden van kauwgom werden al sinds 1983 gedaan. In 1992 besloot toenmalige Prime minister Goh Chok Tong een verbod in te stellen.
Kauwgom veroorzaakte problemen bij het onderhouden van flats van woningcorporaties. Kauwgom werd in brievenbussen en sleutelgaten gedaan en op liftknoppen geplakt. Kauwgom op straat veroorzaakte de meeste kosten op onderhoud van schoonmaakgereedschappen. Ook bij de metro van Singapore veroorzaakte kauwgom problemen. Zo konden deuren van voertuigen niet meer goed sluiten door kauwgom dat er op geplakt was.
Nadat het verbod was aangekondigd werd de import van kauwgom direct stopgezet. Er werd een transitieperiode toegestaan waarin winkels hun voorraad op konden maken.
Veel mensen gingen naar het in Maleisië gelegen Johor Bahru om daar kauwgom te kopen.